# Américo Simas
Américo Furtado de Simas (São Félix, 15 de outubro de 1875 - 28 de janeiro de 1944) foi um engenheiro civil e professor brasileiro.

## Família
Américo Furtado era filho do comerciante José Furtado de Simas e Rita Francisca Bastos de Simas, um casal de imigrantes portugueses. Casado com Raquel Bompet Simas, teve três filhos professores da Universidade Federal da Bahia - o arquiteto Américo Furtado Filho e os engenheiros Carlos Furtado de Simas e Jaime Furtado de Simas.

## Atuação acadêmica
Em 1901, Américo graduou-se em Engenharia Civil na Escola Politécnica do Rio de Janeiro. No mesmo ano, juntou-se ao corpo docente da Escola Politécnica da Bahia, assumindo o ensino de Eletrotécnica, Física, Física Molecular, Meteorologia, e Ótica Aplicada à Engenharia. No decorrer da carreira, instruiu sobre Mecânica Aplicada, e Resistência e Termodinâmica, recebendo o título de catedrático de Máquinas Motrizes e Operatrizes em 1913 e de Termodinâmica - Motores Térmicos em 1936. Na Escola de Belas Artes da Bahia, foi professor a partir de 1928, chegando a ser diretor de 1941 até o seu falecimento.
Américo Simas apresentou o plano "Centésimo da Educação", aprovado pelo governo estadual em 1943. Seu projeto previa a destinação de recursos para ampliação de escolas profissionais e para o combate ao analfabetismo.

## Atuação como engenheiro
No exercício da profissão, atuou como perito da Companhia de Queimados. Américo instalou e dirigiu o Serviço Meteorológico do Estado, liderou a Comissão de Estudos dos Rios do Estado da Bahia e dirigiu os Serviços Geográficos, Geológicos e Meteorológicos da Bahia.
Em 1904, foi aceito como sócio do Instituto Politécnico da Bahia, do qual foi presidente na década de 1940.
O trabalho com hidrelétricas começou em 1907 e se desenvolveu ao longo do restante de sua vida, tendo Américo elaborado em 1943 um "Plano de Utilização das Energias do Estado da Bahia", a pedido do governador General Renato Onofre Pinto Aleixo.
Em 1935, Américo coordenou e elaborou a "Comissão de Planejamento Urbano da Cidade de Salvador", culminando na realização da "I Semana de Urbanismo de Salvador". Esse evento, realizado nas dependências da Escola Politécnica da Bahia, estabeleceu a influência dos professores sobre o planejamento urbano da capital baiana. Em particular, Américo realizou estudos e projetos para a construção do bairro de Monte Serrat.

## Homenagens
Em 11 de novembro de 1958, o CONFEA criou um Livro de Mérito para registro de engenheiros e arquitetos notáveis, sendo Américo Simas um dos homenageados inaugurais.
O túnel inaugurado em 1969 e que liga a Cidade Alta à Cidade Baixa em Salvador recebeu seu nome.
No Centro de Lauro de Freitas está localizada a Escola Estadual Américo Simas.